# Manuel da Silva Rodrigues Linda

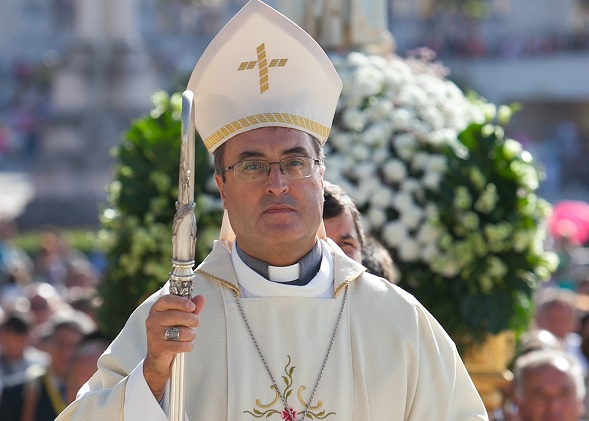
Manuel da Silva Rodrigues Linda, 2014

Bischofswappen von Manuel da Silva Rodrigues Linda

Manuel da Silva Rodrigues Linda (* 15. April 1956 in Paus, Portugal) ist ein portugiesischer Geistlicher und römisch-katholischer Bischof von Porto.

## Leben
Manuel da Silva Rodrigues Linda empfing am 10. Juni 1981 durch den Bischof von Vila Real, António Cardoso Cunha, das Sakrament der Priesterweihe.
Am 27. Juni 2009 ernannte ihn Papst Benedikt XVI. zum Titularbischof von Casae Medianae und zum Weihbischof in Braga. Der Bischof von Vila Real, Joaquim Gonçalves, spendete ihm am 20. September desselben Jahres die Bischofsweihe; Mitkonsekratoren waren der Apostolische Nuntius in Portugal, Erzbischof Rino Passigato, und der Erzbischof von Braga, Jorge Ferreira da Costa Ortiga. Manuel da Silva Rodrigues Linda wurde zudem Generalvikar des Erzbistums Braga.
Papst Franziskus ernannte ihn am 10. Oktober 2013 zum Militärbischof von Portugal. Am 15. März 2018 ernannte der Papst ihn zum Bischof von Porto. Die Amtseinführung fand am 15. April desselben Jahres statt.